# Чоснув
Чоснув (пол. Czosnów) — село в Польщі, у гміні Чоснув Новодворського повіту Мазовецького воєводства.
Населення — 587 осіб (2011).
У 1975-1998 роках село належало до Варшавського воєводства.

## Демографія
Демографічна структура станом на 31 березня 2011 року:
|          | Загалом | Допрацездатний вік | Працездатний вік | Постпрацездатний вік |
| -------- | ------- | ------------------ | ---------------- | -------------------- |
| Чоловіки | 272     | 61                 | 184              | 27                   |
| Жінки    | 315     | 57                 | 195              | 63                   |
| Разом    | 587     | 118                | 379              | 90                   |